# Bestuursakkoord Zero Emissie Regionaal Openbaar Vervoer Per Bus

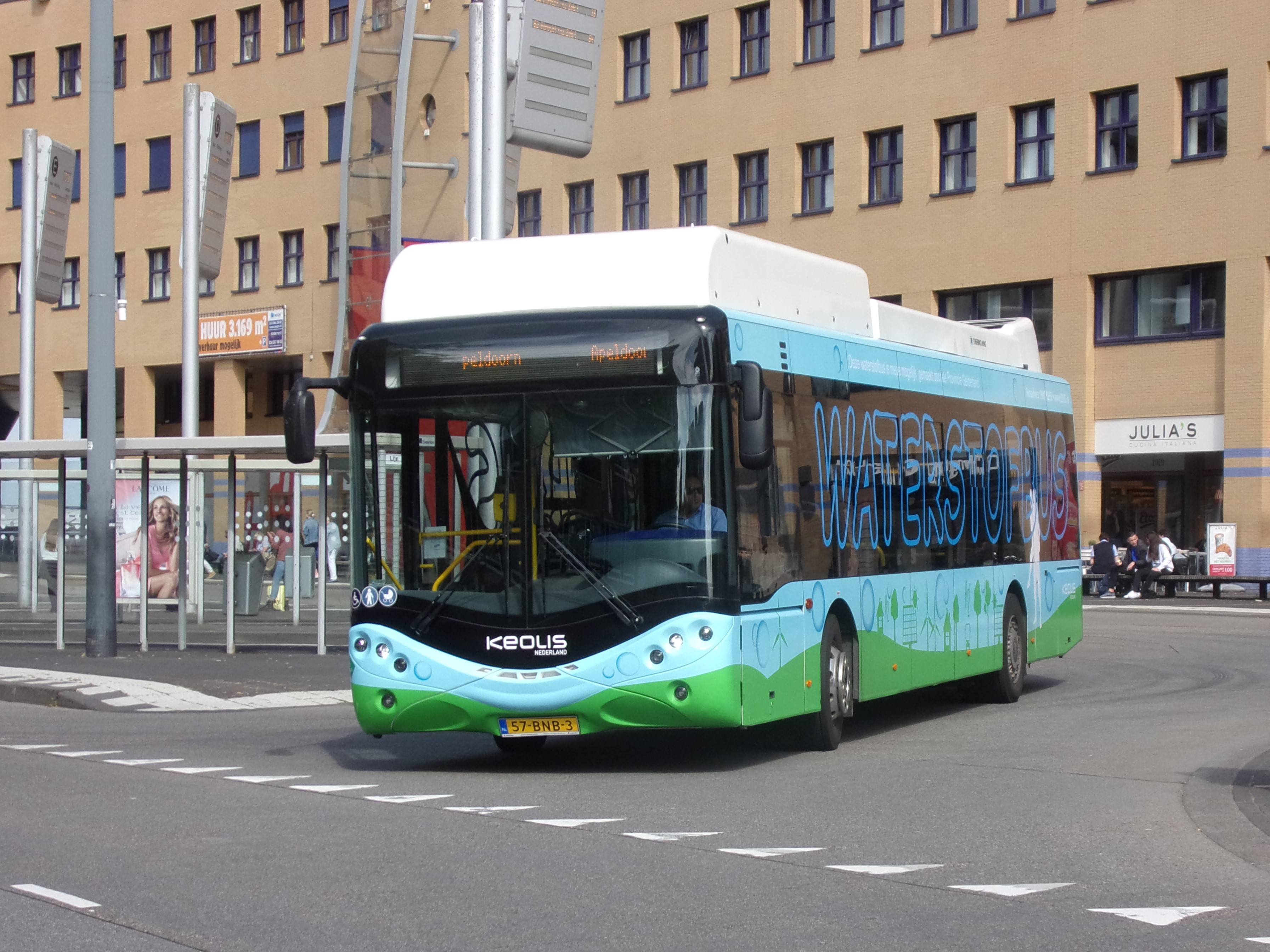
Een waterstofbus in Amersfoort van Syntus (juli 2019)

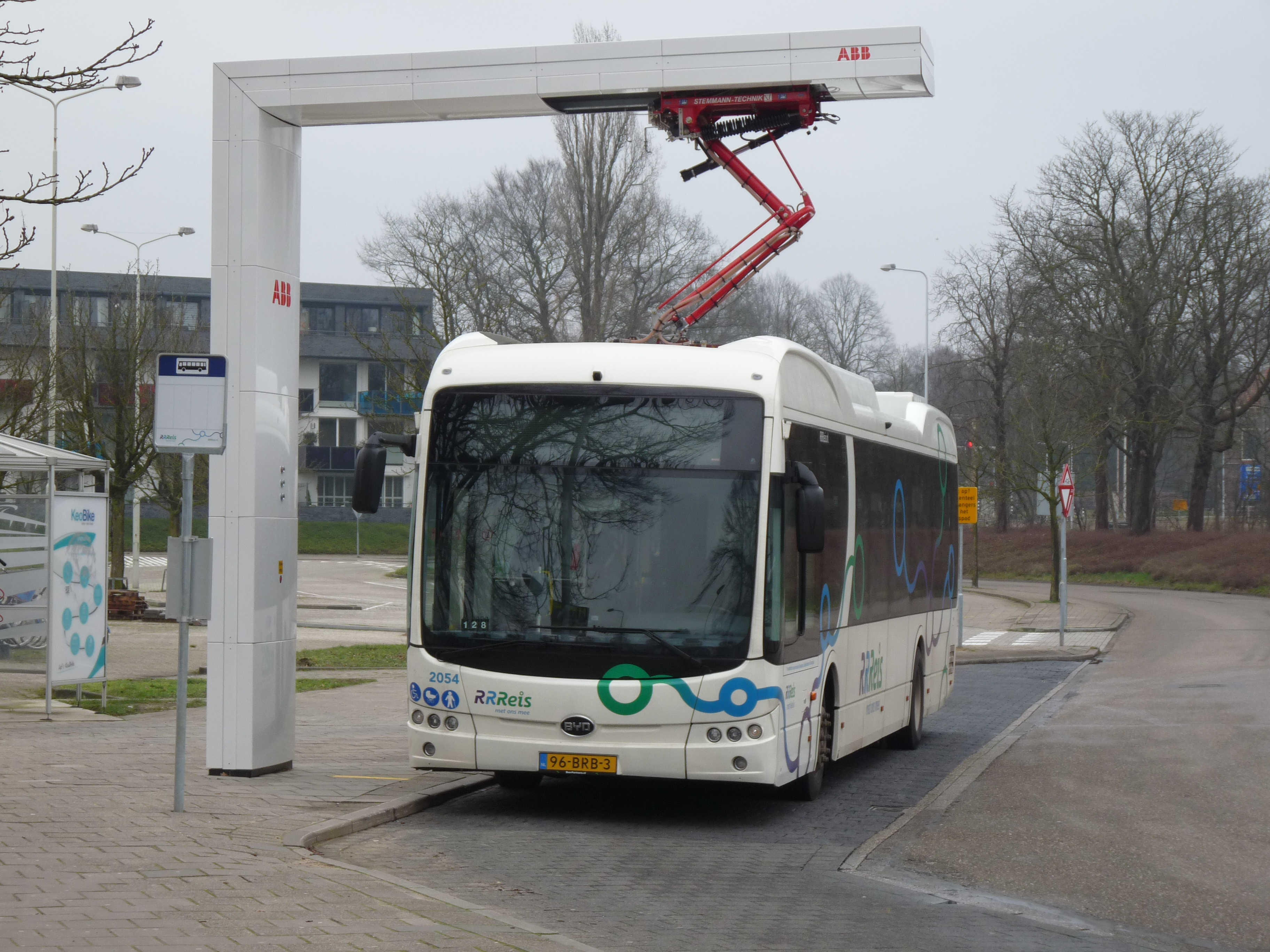
Een elektrische bus bij station Ede-Wageningen die tijdens een stop de accu bijlaadt met een daklader (februari 2021)

Het Bestuursakkoord Zero Emissie Regionaal Openbaar Vervoer Per Bus is een Nederlands bestuursakkoord getekend op 15 april 2016, waarin afgesproken is dat verduurzaming van openbaar vervoer wordt nagestreefd. Het bestuursakkoord is ondertekend door het (toenmalige) ministerie van Infrastructuur en Milieu, de vereniging het Interprovinciaal Overleg, de Metropoolregio Rotterdam Den Haag en de Stadsregio Amsterdam. In het bestuursakkoord zijn deze partijen overeengekomen dat ze gezamenlijk streven naar de ambitie om het regionaal busvervoer tegen 2030 volledig emissievrij te laten rijden. Om dit mogelijk te maken wordt daarnaast nagestreefd om na 2025 geen nieuwe bussen met emissies aan te schaffen, en om de benodigde energie voor transport waar mogelijk regionaal op te wekken. De genoemde doelen zijn niet bindend, alhoewel enkele betrokken partijen zeggen voor te liggen op schema, waarbij een volledig emissievrije vloot voor hen al in 2025 mogelijk zou zijn.
Binnen de pilots en experimenten die vervoersbedrijven uitvoeren binnen en buiten dit bestuursakkoord zijn hoofdzakelijk twee typen energieopslag verkend: bussen met accu's (BEV) en bussen met waterstoftanks (FCEV). Van deze opties zijn waterstofbussen volgens een rapport uit 2020 aanzienlijk prijziger dan alternatieve emissieloze varianten, en een rapport uit 2021 vermeldt dat het commercieel nog niet rendabel is om "groene" waterstof te tanken, waardoor er alsnog emissies plaatsvinden bij het produceren van de benodigde waterstof. Het rapport noemt wel dat schaalvergroting en het strategisch inzetten van waterstofbussen met gespecialiseerde kennis de kosten kunnen drukken.